# Буо
Буо (умер ок. 900 года) — миссионер ирландский. День памяти — 5 февраля.
Святой Буо (Buo of Ireland) был одним из выдающихся ирландских миссионеров. Он проповедовал неподалёку от Эзинберга (Esinberg), будучи ещё очень молодым человеком.
В VII и VIII веках ирландские миссионеры трудились в Исландии и на Фарерских островах  ещё до того, как эти острова были открыты норвежцами в  860 году. Когда последние прибыли в те края, они обнаружили там ирландские колокола, книги и посохи. Ирландский географ Дикуил в "De mensura orbis terrae" замечал, что  "некоторые клирики оставались в Исландии с 1 февраля до 1 августа".